# Datorspelsutvecklare
En datorspelsutvecklare är en person eller ett företag som utvecklar och designar datorspel. En utvecklare kan specialisera på en viss plattform eller välja att utveckla spel för ett flertal olika plattformar.
Vissa utvecklare specialiserar sig även på olika typer av spel, såsom datorrollspel eller förstapersonsskjutare. Ett exempel är Square Enix som främst utvecklar japanska datorrollspel. Vissa fokuserar på att konvertera spel från ett system till ett annat. Vissa andra fokuserar på att översätta spel, speciellt från japanska till engelska.
De flesta företag som lanserar spel, såsom Electronic Arts, Activision och Sony, har även spelutvecklargrupper, men då lansering är deras primära aktivitet klassas de oftast som spellanserare framför spelutvecklare.
Utöver de stora företagen finns idag ett stort antal mindre företag bestående av en eller två personer. De fokuserar ofta på att utveckla mindre avancerade spel i Macromedia Flash eller till mobiltelefoner. Det finns även en grupp större utvecklare som inte själva lanserar sina spel, utan låter något större företag, som de listade ovan, göra detta.

## Typer av utvecklingsföretag

### Förstapartsutvecklare
En förstapartsutvecklare är ett företag som utvecklar exklusiva datorspel till en egen spelkonsol. Exempel på en förstapartsutvecklare är Nintendo (med dotterbolaget Nintendo EAD), SCEI (med bland annat dotterbolagen Polyphony Digital och Naughty Dog), Microsoft Game Studios (med bland annat dotterbolaget Rare) och tidigare även Sega (med bland annat dotterbolaget Sonic Team).

### Andrapartsutvecklare
En andrapartsutvecklare är ett företag som utvecklar spel åt en förstapartsutvecklare som utgivare. Exempel på Nintendos andrapartsutvecklare är HAL Laboratory, Game Freak, Sega och tidigare även Rare.

### Tredjepartsutvecklare
En tredjepartsutvecklare är oftast en spelutvecklare som inte har några förbindelser att utveckla datorspel exklusivt för någon konsol. Företaget kan dock utveckla andra produkter än datorspel. Kända tredjepartsutvecklare är bland andra Square Enix, Electronic Arts, Capcom, Konami, Insomniac Games och Sega.